# Klokkengieterij Eijsbouts

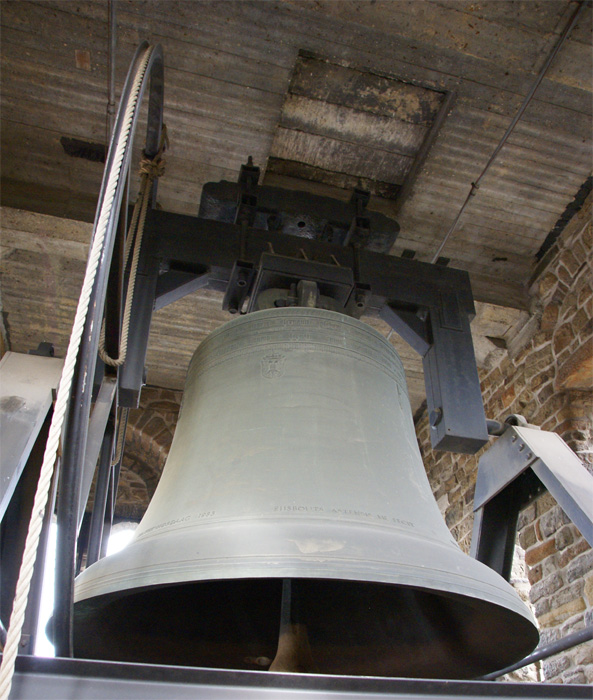
Kopie van Grameer, Sint-Servaasbasiliek (Maastricht)

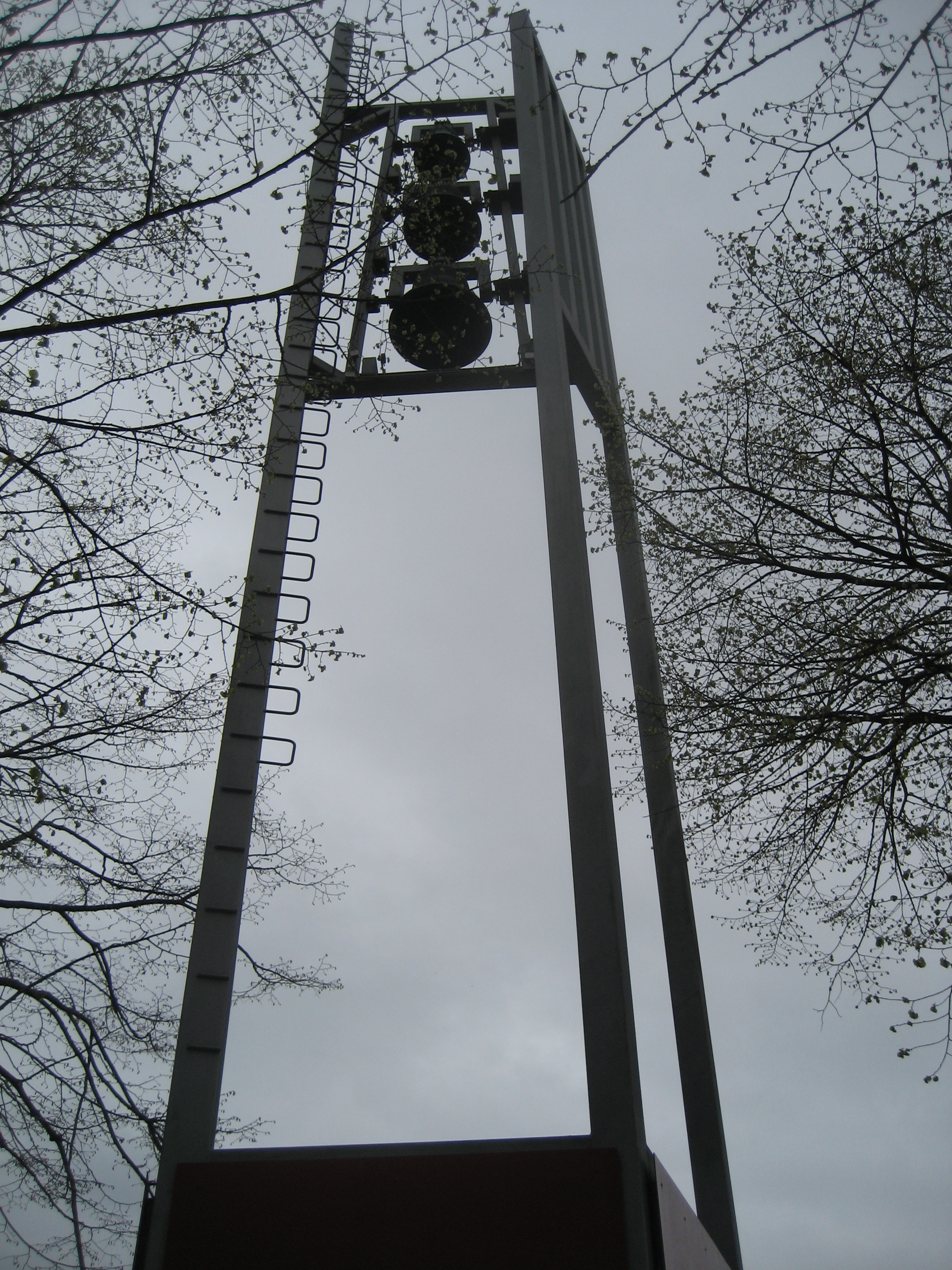
Klokkentoren bij de Sint-Josephkerk (Wateringen)

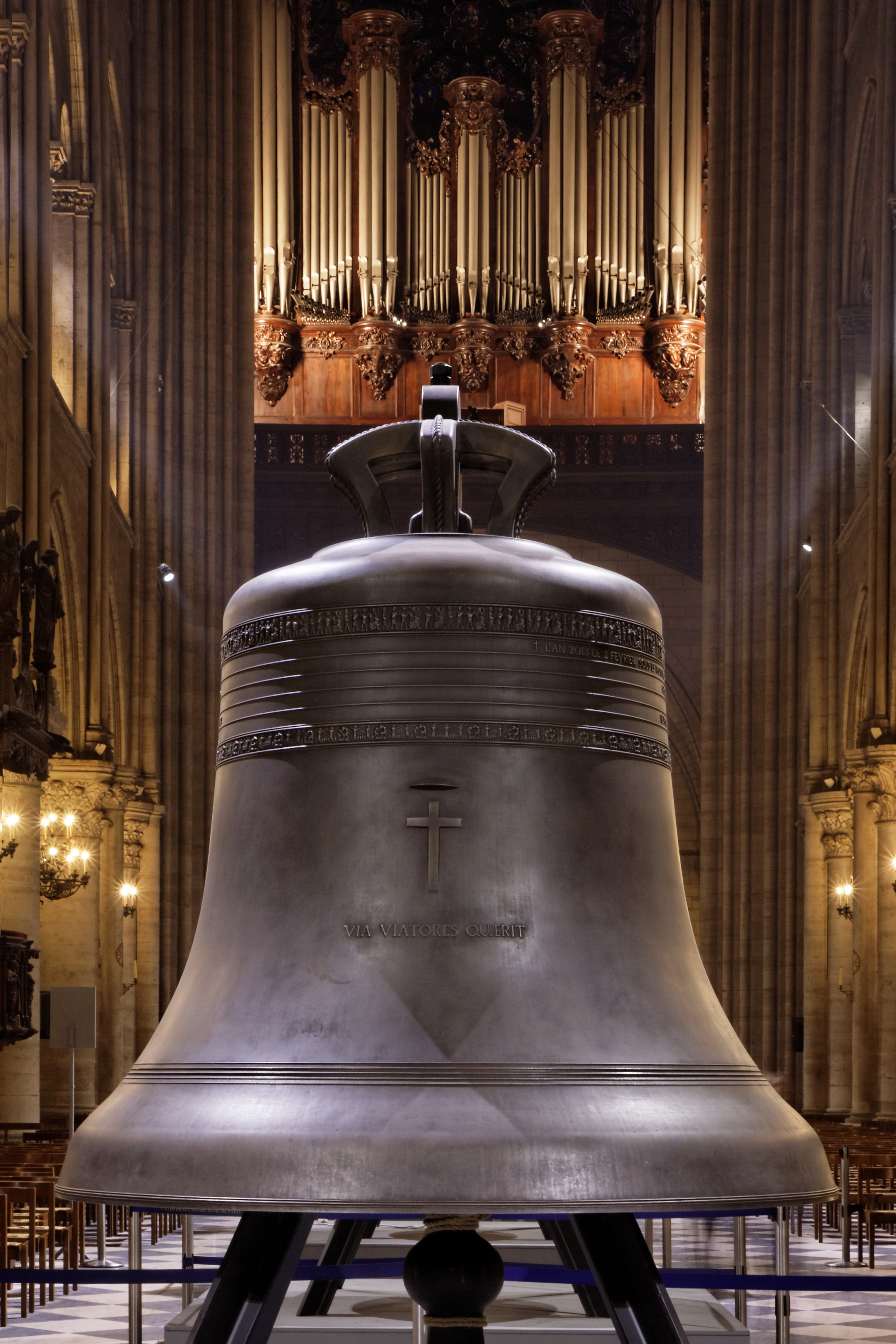
Nieuwe klok Maria voor de Notre-Dame van Parijs (2012)

Klokkengieterij Eijsbouts (voluit: Koninklijke Eijsbouts Klokkengieterij en Fabriek van Torenuurwerken b.v.) is een klokkengieterij en uurwerkfabriek te Asten.

## Geschiedenis
Klokkengieterij Eijsbouts is opgericht in 1872 door Bonaventura Eijsbouts. Hoewel hij opgeleid was tot horlogemaker, was hij meer geïnteresseerd in zeer grote uurwerken en begon een werkplaats voor het vervaardigen van torenuurwerken. Deze werd in 1905 verplaatst naar de huidige locatie aan de Driehoekstraat 3. In 1893 kwam Bonaventura's zoon Johan Eijsbouts in het bedrijf, die het productassortiment uitbreidde met luidklokken, die aanvankelijk in andere bedrijven werden gegoten, met name in Groot-Brittannië en Duitsland. De zoon van Johan, Tuur Eijsbouts, kwam in 1924 in het bedrijf. Hij nam in 1947 het initiatief om zelf klokken en carillons te gaan gieten. De vraag was groot, omdat veel klokken tijdens de Tweede Wereldoorlog door de nazi's gestolen waren en omgesmolten tot wapentuig.
In 1962 kwam Tuurs broer Max Eijsbouts aan het bewind, die zich ook op buitenlandse markten ging richten. Medewerker André Lehr was een groot klokkendeskundige en pionier op het gebied van elektronische aansturing van klokkenspelen en heeft een belangrijke bijdrage aan de ontwikkeling van de majeurklok geleverd. Hij nam het initiatief tot de oprichting van het Nationaal beiaardmuseum;  Nationaal Klok & Peel Museum Asten. Lehr overleed in 2007.
Max Eijsbouts werd opgevolgd door Ger Minkman, waarna in 1996 Joost Eijsbouts, de zoon van Max, aan het hoofd van het bedrijf kwam te staan.
In 1969 nam Eijsbouts de firma van Johannes Hermanus Addicks, opgericht in 1855 te Amsterdam, over. Ook de klokkengieterij Horacantus te Lokeren is onderdeel van Eijsbouts.
Op 24 februari 2014 maakte het Eindhovens Dagblad bekend dat Eijsbouts de activiteiten van Klokkengieterij Petit & Fritsen overneemt. Daarbij werd vermeld dat Petit & Fritsen met een opvolgingsvraagstuk kampte. 9 medewerkers (van de 16) van Petit & Fritsen kunnen bij Eijsbouts aan de slag.

## Producten
- Luidklokken, waaronder de grootste klok ooit in Europa vervaardigd, die in 2006 gegoten werd voor een opdrachtgever in Japan. Deze klok weegt 36 000 kg. Een bijzondere opdracht was de reconstructie van het gelui van Geert van Wou in de Domtoren te Utrecht. Hiervoor werden in 1982 zeven klokken gegoten. Een jaar later leverde de firma een serie nieuwe klokken aan de Sint-Servaasbasiliek in Maastricht. Een van die klokken is een kopie van "Grameer" uit 1515, die tot de oudste en grootste klokken van Nederland wordt gerekend. Eijsbouts goot ook de grootste klok van West-Europa voor de openingsceremonie van de Olympische Zomerspelen 2012 in Londen. In 2012 werd een nieuwe klok gegoten voor de Notre-Dame van Parijs. Dit is de grootste klok uit een serie, met een diameter van 1,6 meter en gewicht van ruim zes ton.[3][4] Ze kwam onbeschadigd uit de brand in de Notre-Dame van april 2019.[5]
- Beiaarden, waaronder het carillon in de Tiergarten in Berlijn, dat met 68 klokken 's werelds op vier na grootste carillon is[6] (totaal gewicht 48 000 kg). Voor het carillon van de Grote Kerk te Dordrecht goot Eijsbouts de vier basklokken naast al eerder de andere klokken. Van belang is de ontwikkeling van klokken met een grote terts in de boventonen, wat tot voor kort voor onmogelijk werd gehouden, maar met computerberekeningen mogelijk werd.
- In 2010 maakte Eijsbouts ook 21 uitstekende replica's van de 18e-eeuwse klokken van Joris Dumery op het belfort van Brugge.
- Uurwerken en wijzerplaten, waaronder een van de grootste wijzerplaten ter wereld voor de Amercentrale te Geertruidenberg. Deze heeft een diameter van 10 m.
- Een bijzondere productgroep wordt gevormd door de astronomische kunstuurwerken. Deze zijn te vinden in de gemeentehuizen van Best, Hoorn en Wijk bij Duurstede. Daarnaast bevindt zich een astronomisch kunstuurwerk in het Nationaal Klok & Peel Museum Asten. Dit stond voordien in de RK kerk van Asten.
- Het gieten van kunstwerken.
- Figuuromlopen.

## Galerij

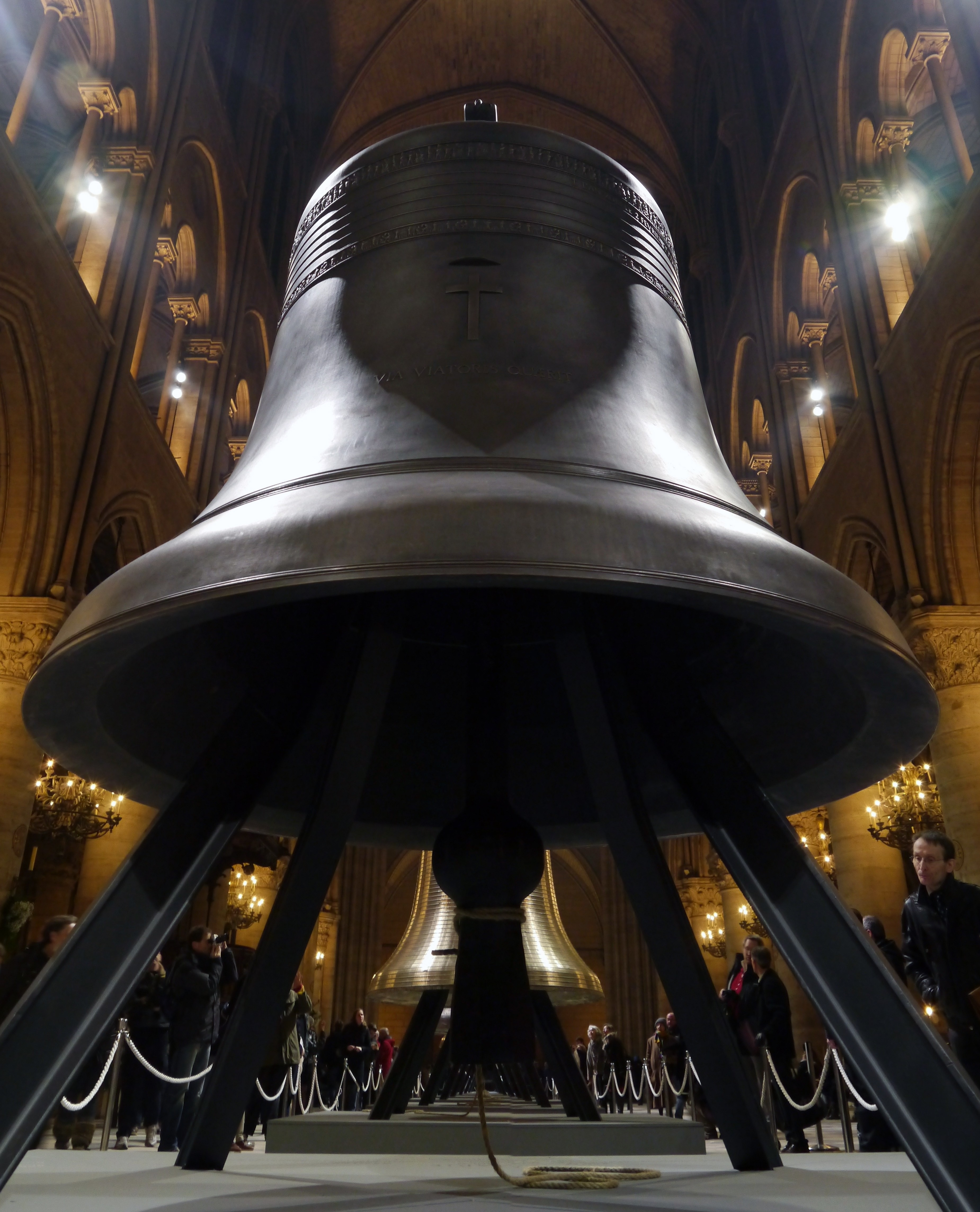
Notre-Dame de Paris
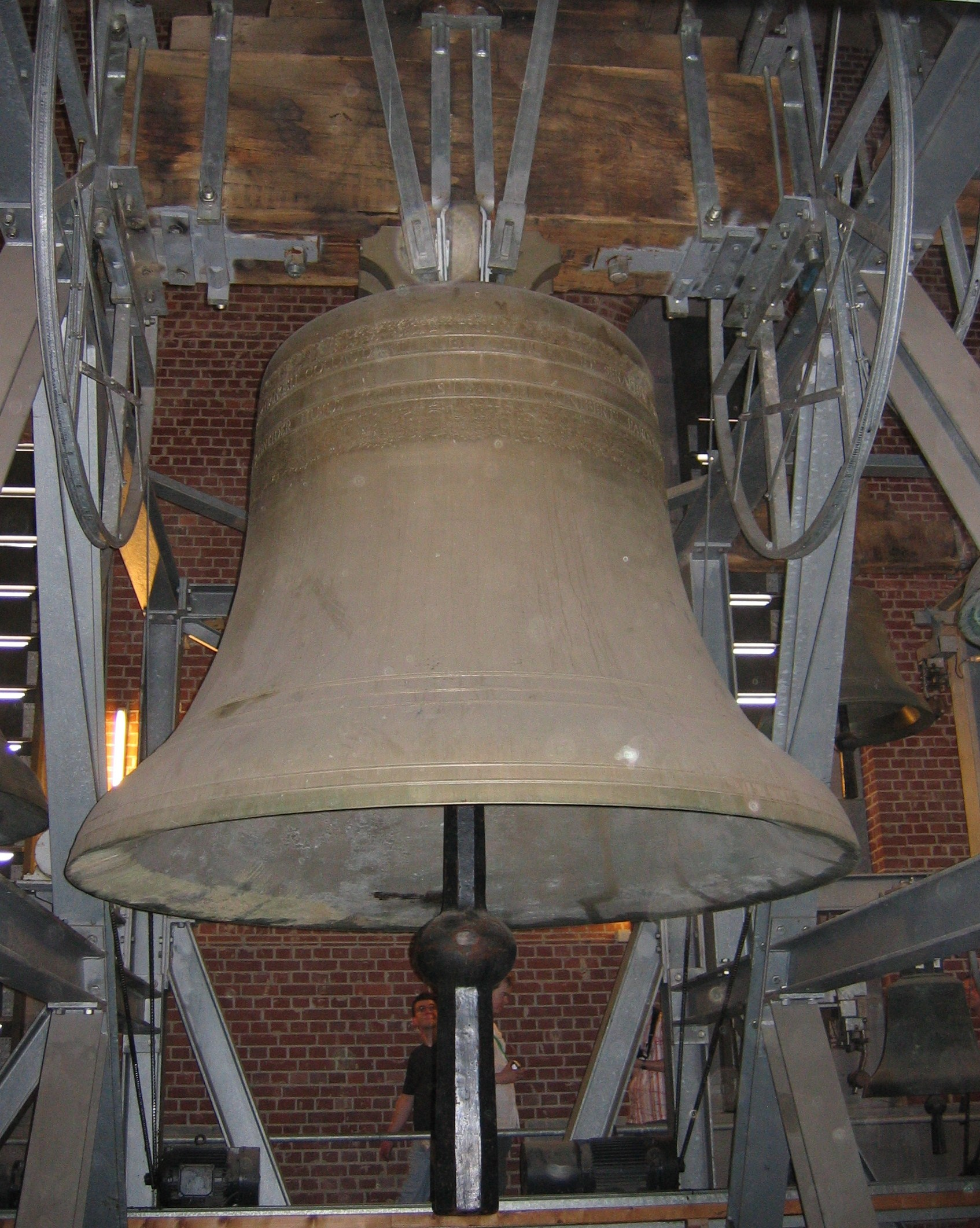
St. Kunibert Glocke, Köln
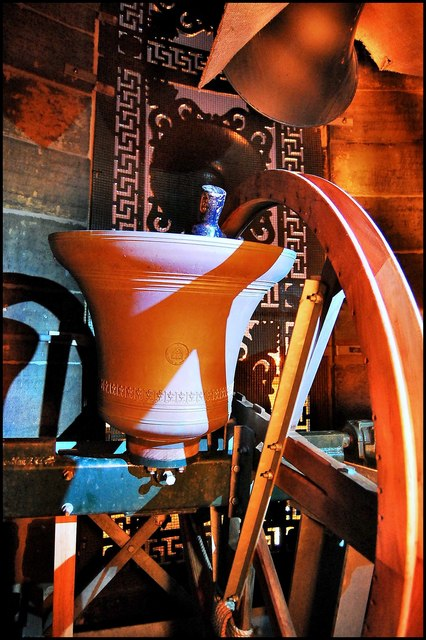
Saltaire United Reformed church Bell tower
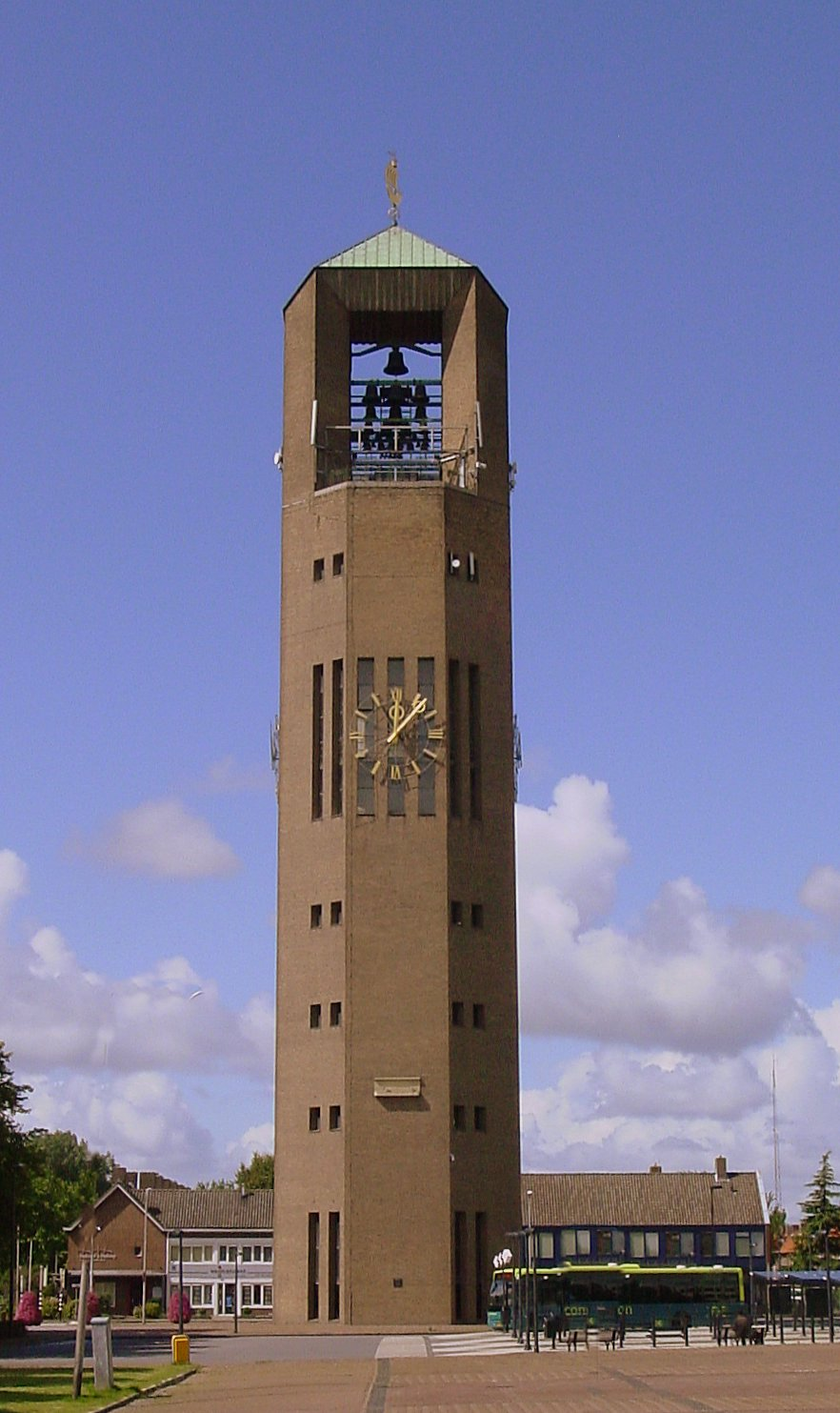
Poldertoren Emmeloord
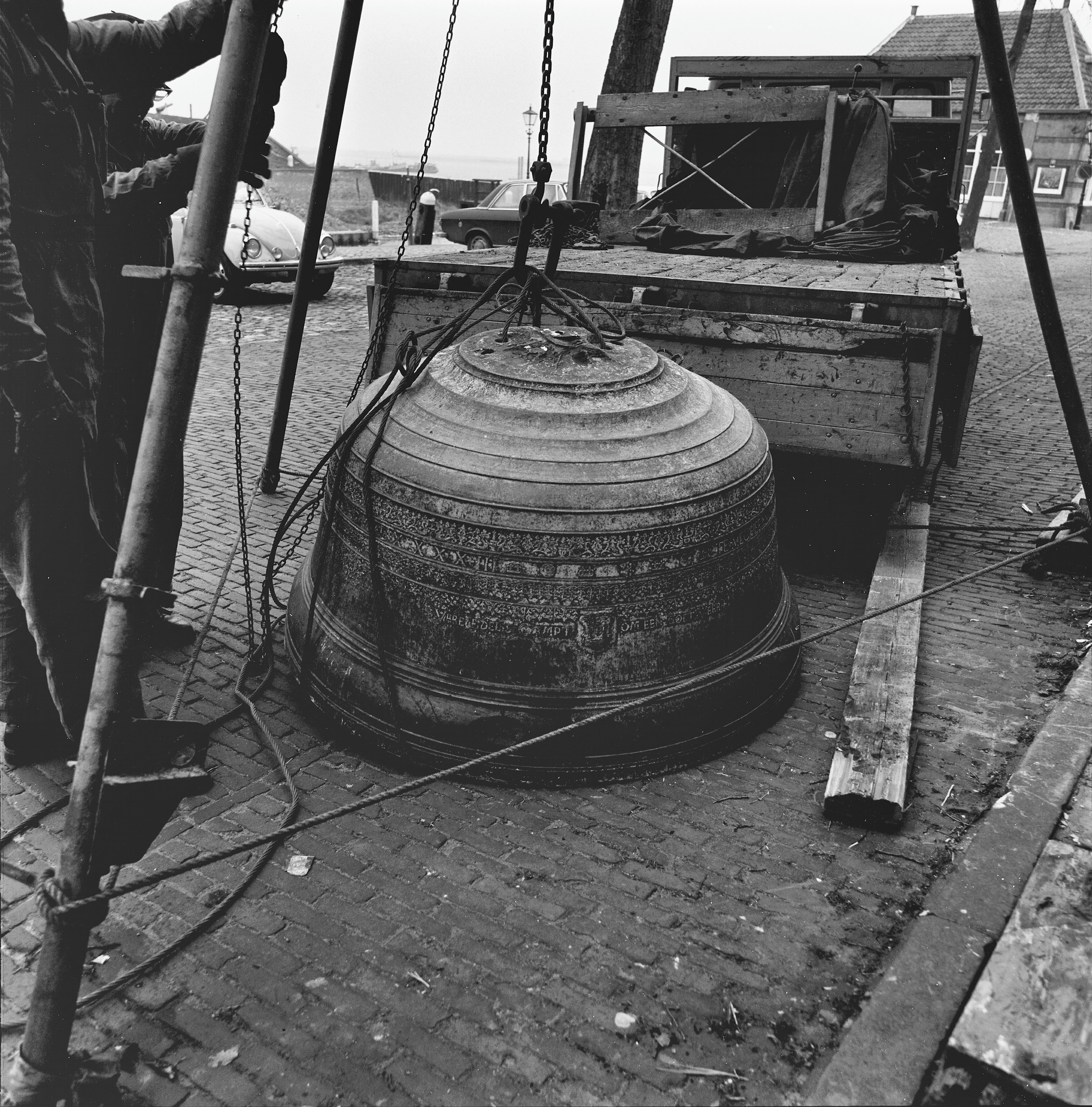
Restauratie kombel Veere